# Communauté de communes du Haut Comminges
La Communauté de communes du Haut Comminges est une ancienne communauté de communes française de la Haute-Garonne.

## Historique
Créée le 29 décembre 1997.
Le 1er janvier 2014, les communes d'Antichan-de-Frontignes et Mont-de-Galié adhèrent à la Communauté de communes du Haut Comminges.
Le 1er janvier 2017, la communauté de communes du Haut Comminges, fusionne avec la communauté de communes du canton de Saint-Béat, et la communauté de communes du Pays de Luchon pour former la Communauté de communes des Pyrénées Haut-Garonnaises.

## Communes adhérentes
| Nom                         | Code Insee | Gentilé             | Superficie (km2) | Population (dernière pop. légale) | Densité (hab./km2) |
| --------------------------- | ---------- | ------------------- | ---------------- | --------------------------------- | ------------------ |
| Gourdan-Polignan (siège)    | 31224      | Gourdan-Polignanais | 5,26             | 1 223 (2014)                      | 233                |
| Antichan-de-Frontignes      | 31009      | Antichanais         | 4,27             | 97 (2014)                         | 23                 |
| Ardiège                     | 31013      | Ardiégeois          | 3,76             | 357 (2014)                        | 95                 |
| Bagiry                      | 31041      | Bagirois            | 2,78             | 88 (2014)                         | 32                 |
| Barbazan                    | 31045      | Barbazanais         | 6,05             | 441 (2014)                        | 73                 |
| Cier-de-Rivière             | 31143      | Ciérois             | 9,26             | 271 (2014)                        | 29                 |
| Frontignan-de-Comminges     | 31200      | Frontignacois       | 2,53             | 73 (2014)                         | 29                 |
| Galié                       | 31207      | Galiérois           | 2,86             | 89 (2014)                         | 31                 |
| Génos                       | 31217      | Génosais            | 3,47             | 80 (2014)                         | 23                 |
| Huos                        | 31238      | Huosais             | 4,09             | 486 (2014)                        | 119                |
| Labroquère                  | 31255      | Labroquerois        | 4,37             | 328 (2014)                        | 75                 |
| Lourde                      | 31306      | Lourdais            | 1,24             | 90 (2014)                         | 73                 |
| Luscan                      | 31308      | Luscanois           | 3,33             | 60 (2014)                         | 18                 |
| Malvezie                    | 31313      | Malveziens          | 8,52             | 127 (2014)                        | 15                 |
| Martres-de-Rivière          | 31323      | Martrois            | 3,59             | 393 (2014)                        | 109                |
| Mont-de-Galié               | 31369      | Montais             | 2,42             | 38 (2014)                         | 16                 |
| Ore                         | 31405      | Orois               | 2,86             | 113 (2014)                        | 40                 |
| Payssous                    | 31408      | Payssoussiens       | 4,08             | 89 (2014)                         | 22                 |
| Pointis-de-Rivière          | 31426      | Pointins            | 6,58             | 851 (2014)                        | 129                |
| Saint-Bertrand-de-Comminges | 31472      | Commingeois         | 11,17            | 243 (2014)                        | 22                 |
| Saint-Pé-d'Ardet            | 31509      | Saint-Péens         | 3,47             | 130 (2014)                        | 37                 |
| Sauveterre-de-Comminges     | 31535      | Sauveterrois        | 30,52            | 670 (2014)                        | 22                 |
| Seilhan                     | 31542      | Seilhanais          | 4,68             | 202 (2014)                        | 43                 |
| Valcabrère                  | 31564      | Valcabrérois        | 1,61             | 146 (2014)                        | 91                 |

## Démographie
| 1999 | 2006  | 2012  | 2013  |
| ---- | ----- | ----- | ----- |
| -    | 7 308 | 6 853 | 6 803 |

## Administration
| Période | Période | Identité      | Étiquette | Qualité                     |
| ------- | ------- | ------------- | --------- | --------------------------- |
| 2001    | 2008    | Michel Daltin | PRG       | Maire de Martres-de-Rivière |
| 2008    | 2016    | Alain Castel  | PS        | Maire de Pointis-de-Rivière |

La communauté de Communes se compose de plusieurs instances. 
Le Président Le Président, Alain Castel, représente le pouvoir exécutif. Il prépare et exécute les délibérations du Conseil de Communauté. Il est l’ordonnateur des dépenses. Pour faciliter sa tache, il délègue par arrêté et sous sa responsabilité, l’exercice d’une partie de ses fonctions aux Vice-Présidents.   
Les Commissions Les commissions de la Communauté de communes sont au nombre de 6, réparties par thématique: budget, développement économique, tourisme et patrimoine, Agenda 21 et développement durable, cadre de vie, communication. Les commissions sont spécialisées dans un domaine qui correspond à chacune des compétences de la Communauté de Communes. Elles sont composées d’élus qui travaillent et proposent les projets en collaboration avec des spécialistes et des techniciens. 
Budget - finances :P.BEUVELOT
Développement économique :J.P SALVATICO
Tourisme :M.C HUCHAN
Développement durable : F.ADOUE
Cadre de Vie : A.FILLASTRE
Solidarité Intercommunale:Y.PLANAS
Concrètement, comment ça fonctionne ?
Un vice-président est désigné par commission. Chaque commission est un groupe d’élus qui se réunit très régulièrement pour travailler, dans son domaine, sur les actions en cours et à venir, approuvées par le Conseil Communautaire. Les commissions sont un organe de propositions. Le Conseil Communautaire de la Communauté de Communes doit valider tous les projets émis par les commissions. Tous les élus des communes de la Communauté de Communes peuvent faire partie des commissions. 
La Commission Finances La commission finances donne son avis technique budgétaire sur l’ensemble des projets proposés par les différentes commissions, avant présentation en Conseil de Communauté. Elle s'assure de la faisabilité financière et peut proposer un calendrier de réalisation. 
Le Conseil Communautaire Composé de 53 délégués représentant les 22 communes. C’est l’organe de délibération : il vote le budget et engage les projets.   
Le Bureau Il est constitué de 22 membres élus (un par commune). Il examine les projets proposés par les commissions. Ces projets seront soumis au Conseil de Communauté.